# Propallene kempi
Propallene kempi là một loài nhện biển trong họ Callipallenidae. Loài này thuộc chi Propallene. Propallene kempi được miêu tả khoa học năm 1923 bởi Calman.